# Конопати
Конопати (пол. Konopaty) — село в Польщі, у гміні Любовідз Журомінського повіту Мазовецького воєводства.
Населення — 117 осіб (2011).
У 1975-1998 роках село належало до Цехановського воєводства.

## Демографія
Демографічна структура станом на 31 березня 2011 року:
|          | Загалом | Допрацездатний вік | Працездатний вік | Постпрацездатний вік |
| -------- | ------- | ------------------ | ---------------- | -------------------- |
| Чоловіки | 63      | 14                 | 37               | 12                   |
| Жінки    | 54      | 13                 | 26               | 15                   |
| Разом    | 117     | 27                 | 63               | 27                   |